# Cosmotriphora dupliniana
Cosmotriphora dupliniana is een slakkensoort uit de familie van de Triphoridae. De wetenschappelijke naam van de soort is voor het eerst geldig gepubliceerd in 1916 door Olsson.